# Lavannes
Lavannes és un municipi francès, situat al departament del Marne i a la regió del Gran Est. L'any 2007 tenia 564 habitants.

## Demografia

### Població
El 2007 la població de fet de Lavannes era de 564 persones. Hi havia 198 famílies, de les quals 31 eren unipersonals (8 homes vivint sols i 23 dones vivint soles), 58 parelles sense fills, 101 parelles amb fills i 8 famílies monoparentals amb fills.
La població ha evolucionat segons el següent gràfic:
Habitants censats

### Habitatges
El 2007 hi havia 209 habitatges, 198 eren l'habitatge principal de la família, 2 eren segones residències i 10 estaven desocupats. 208 eren cases i 1 era un apartament. Dels 198 habitatges principals, 177 estaven ocupats pels seus propietaris, 18 estaven llogats i ocupats pels llogaters i 3 estaven cedits a títol gratuït; 7 tenien tres cambres, 19 en tenien quatre i 173 en tenien cinc o més. 178 habitatges disposaven pel capbaix d'una plaça de pàrquing. A 59 habitatges hi havia un automòbil i a 131 n'hi havia dos o més.

### Piràmide de població
La piràmide de població per edats i sexe el 2009 era:
| Homes | Edats   | Dones |
| ----- | ------- | ----- |
| 0     | 95 o +  | 0     |
| 4     | 90 a 94 | 0     |
| 4     | 85 a 89 | 8     |
| 0     | 80 a 84 | 0     |
| 4     | 75 a 79 | 8     |
| 4     | 70 a 74 | 4     |
| 12    | 65 a 69 | 8     |
| 8     | 60 a 64 | 16    |
| 4     | 55 a 59 | 4     |
| 20    | 50 a 54 | 20    |
| 32    | 45 a 49 | 28    |
| 24    | 40 a 44 | 16    |
| 12    | 35 a 39 | 24    |
| 8     | 30 a 34 | 12    |
| 16    | 25 a 29 | 0     |
| 20    | 20 a 24 | 4     |
| 24    | 15 a 19 | 12    |
| 24    | 10 a 14 | 24    |
| 20    | 5 a 9   | 12    |
| 4     | 0 a 4   | 8     |

## Economia
El 2007 la població en edat de treballar era de 387 persones, 288 eren actives i 99 eren inactives. De les 288 persones actives 276 estaven ocupades (145 homes i 131 dones) i 13 estaven aturades (2 homes i 11 dones). De les 99 persones inactives 42 estaven jubilades, 41 estaven estudiant i 16 estaven classificades com a «altres inactius».

### Ingressos
El 2009 a Lavannes hi havia 204 unitats fiscals que integraven 598 persones, la mediana anual d'ingressos fiscals per persona era de 24.002 €.

### Activitats econòmiques
Dels 15 establiments que hi havia el 2007, 1 era d'una empresa extractiva, 1 d'una empresa alimentària, 3 d'empreses de construcció, 2 d'empreses de comerç i reparació d'automòbils, 1 d'una empresa de transport, 2 d'empreses d'hostatgeria i restauració, 2 d'empreses immobiliàries, 2 d'empreses de serveis i 1 d'una entitat de l'administració pública.
Dels 4 establiments de servei als particulars que hi havia el 2009, 1 era un paleta, 1 fusteria, 1 lampisteria i 1 agència immobiliària.
L'any 2000 a Lavannes hi havia 23 explotacions agrícoles que ocupaven un total de 2.040 hectàrees.

## Equipaments sanitaris i escolars
El 2009 hi havia 1 escola maternal i 1 escola elemental integrada dins d'un grup escolar amb les comunes properes formant una escola dispersa.

## Poblacions més properes
El següent diagrama mostra les poblacions més properes.